# HMS D7
Pour les articles homonymes, voir D7.
Le HMS D7 est l’un des huit sous-marins britanniques de classe D construits pour la Royal Navy au cours de la première décennie du XXe siècle.

## Conception
Les sous-marins de la classe D ont été conçus comme des versions améliorées et agrandies de la classe C précédente, les moteurs Diesel remplaçant les moteurs à essence dangereux utilisés précédemment. Les sous-marins avaient une longueur totale de 49,7 m, un maître-bau de 6,2 m et un tirant d'eau moyen de 3,2 m. Leur déplacement était de 491 tonnes en surface et 605 tonnes en immersion. Les sous-marins de classe D avaient un équipage de 25 hommes, officiers inclus. Ils et ont été les premiers à adopter des ballasts de type dit saddle tank car ils étaient disposés par paires à l’extérieur de la coque épaisse, un de chaque côté, comme les sacoches d’une selle de cheval.
Pour la navigation en surface, ces navires étaient propulsés par deux moteurs Diesel de 600 chevaux-vapeur (447 kW), chacun entraînant un  arbre d'hélice. En immersion, chaque hélice était entraînée par un moteur électrique de 275 chevaux (205 kW). Ces navires pouvaient atteindre la vitesse 14 nœuds (26 km/h) en surface et 9 nœuds (17 km/h) sous l’eau. En surface, la classe D avait un rayon d'action de 2500 milles marins (4600 km) à une vitesse de croisière de 10 nœuds (19 km/h).
Les navires étaient armés de trois tubes lance-torpilles de 18 pouces (457 mm), deux à l’avant et un à l’arrière. Ils emportaient une torpille de rechargement pour chaque tube, soit un total de six torpilles.

## Engagements
Le HMS D7 a été construit par l’arsenal de Chatham Dockyard. Sa quille fut posée le 14 février 1910, il fut lancé le 14 janvier 1911 et mis en service le 14 décembre 1911. Le 12 septembre 1917, le D7 torpille le sous-marin allemand U-45 à la surface avec un seul tir à la distance de 730 m au large de la côte nord de l’Irlande. La torpille a été lancée à partir du tube lance-torpille arrière. Le 10 février 1918, le D7 a été attaqué par erreur avec des charges de profondeur par le destroyer HMS Pelican, mais il a survécu à l’attaque. Le D7 est entré en collision avec un U-boot en mai 1918. Ses périscopes furent endommagés, mais sinon il s’échappa indemne. Le D7 fut vendu le 19 décembre 1921 à H. G. Pound.